# Bahnstrecke Phair–Fort Fairfield
| Streckenlänge: | 21,2 km              |                                           |                                           |
| Spurweite: | 1435 mm (Normalspur) |                                           |                                           |
| Zweigleisigkeit: | –                    |                                           |                                           |
| |                      |                                           |                                           |
| Gesellschaft: | MNR                  |                                           |                                           |
| \| \| \| von St.-Leonard \| \| \| \| 0,0 \| Phair ME (früher Fort Fairfield Junction) \| Phair ME (früher Fort Fairfield Junction) \| \| \| \| nach Houlton \| \| \| \| 6,0 \| Easton ME \| Easton ME \| \| \| \| Powers ME \| \| \| \| 10,8 \| Fairmont ME \| Fairmont ME \| \| \| 14,7 \| Maple Grove ME \| Maple Grove ME \| \| \| \| Reeds Farm ME \| \| \| \| \| McShea ME \| \| \| \| 21,2 \| Fort Fairfield ME BAR Station \| Fort Fairfield ME BAR Station \| |                      |                                           |                                           |
| Strecke |                      | von St.-Leonard                           | von St.-Leonard                           |
| ehemaliger Dienststation / Betriebs- oder Güterbahnhof | 0,0                  | Phair ME (früher Fort Fairfield Junction) | Phair ME (früher Fort Fairfield Junction) |
| Abzweig geradeaus, ehemals nach rechts und ehemals von rechts |                      | nach Houlton                              | nach Houlton                              |
| Dienststation / Betriebs- oder Güterbahnhof | 6,0                  | Easton ME                                 | Easton ME                                 |
| ehemaliger Haltepunkt / Haltestelle |                      | Powers ME                                 | Powers ME                                 |
| Dienststation / Betriebs- oder Güterbahnhof | 10,8                 | Fairmont ME                               | Fairmont ME                               |
| ehemaliger Bahnhof | 14,7                 | Maple Grove ME                            | Maple Grove ME                            |
| ehemaliger Haltepunkt / Haltestelle |                      | Reeds Farm ME                             | Reeds Farm ME                             |
| ehemaliger Haltepunkt / Haltestelle |                      | McShea ME                                 | McShea ME                                 |
| Betriebs-/Güterbahnhof Streckenende | 21,2                 | Fort Fairfield ME BAR Station             | Fort Fairfield ME BAR Station             |

Die Bahnstrecke Phair–Fort Fairfield ist eine Eisenbahnstrecke in Maine (Vereinigte Staaten). Sie ist rund 21 Kilometer lang und verbindet die Stadt Fort Fairfield am Aroostook River mit der Hauptstrecke der Bangor and Aroostook Railroad (BAR). Die normalspurige Strecke wird heute durch die Maine Northern Railway ausschließlich im Güterverkehr betrieben.

## Geschichte
Der Fort Fairfield Branch wurde zusammen mit der Hauptstrecke der BAR geplant und gebaut. Am Neujahrstag 1895 gingen sowohl die Hauptstrecke als auch die Zweigstrecke Fort Fairfield Junction–Fort Fairfield in Betrieb. In Fort Fairfield Junction (heute Phair) war die Strecke über ein Gleisdreieck angeschlossen, sodass Güterzüge nach Fort Fairfield auch ohne Rangieren von Houlton in die Nebenstrecke einfahren konnten. Der Personenverkehr wurde etwa 1951 eingestellt, der Güterverkehr dauert noch an und wurde ab 2003 durch die Montreal, Maine and Atlantic Railway durchgeführt. Nachdem in den 1990er Jahren der Verkehr zwischen Fairmont und Fort Fairfield eingestellt worden war, fahren die Züge jetzt wieder über die ganze Strecke. Zum 1. Juli 2011 übernahm die Maine Northern Railway die Betriebsführung der Strecke, nachdem die MMA diesen Abschnitt 2010 an den Bundesstaat Maine verkauft hatte und stilllegen wollte.

## Streckenbeschreibung
Die Strecke verlässt die Trasse der Hauptstrecke zunächst in Richtung Nordosten. Über Felder und östlich an einem Stauweiher vorbei führt die Bahn bis Fairmont und biegt dort nach Norden ab. In Fort Fairfield endet die Strecke westlich der Stadt in einem großen Güterbahnhof.

## Personenverkehr
Anfangs verkehrten vier Zugpaare zumeist im Anschluss an die Züge der Hauptstrecke, davon eines als Mixed Train. Die reinen Personenzüge befuhren die Gesamtstrecke 1913 in 30 Minuten, der Mixed Train benötigte 50 Minuten. Von etwa 1920 bis 1938 verkehrte eines der Zugpaare von und nach Presque Isle.
Ab 1938 fuhr nur noch ein Mixed Train von Phair nach Fort Fairfield, jedoch kein Personenzug mehr in die Gegenrichtung. Erst etwa 1948 wurde der Personenverkehr in Richtung Phair wieder aufgenommen. Um 1951 fuhr auf der Strecke der letzte Reisezug.